# Шабельников, Виталий Константинович
Виталий Константинович Шабельников (род. 13 ноября 1947) — российский и казахстанский психолог, специалист в области общей, педагогической, политической и этнической психологии. Доктор психологических наук (1989), профессор (1991). Ученик П. Я. Гальперина. Автор психологической теории функциональных систем. Председатель Казахского республиканского отделения Общества психологов СССР (1985—1987), член Центрального совета Общества психологов СССР (1985—1991). Консультант Президента Республики Казахстан (1994—1996).

## Биография
Родился в 1947 году в г. Алма-Ате.
Учился в театральном училище им. Б. В. Щукина (1966-68), работал режиссёром. Окончил Факультет психологии МГУ имени М. В. Ломоносова (1969—1974) и аспирантуру МГУ (1977). Защитил кандидатскую диссертацию на тему: «Формирование и психологические механизмы симультанной категоризации» (МГУ, 1978).
В 1978—1996 г. работал Алма-Ате. С 1985 г. заведовал кафедрами психологии, участвовал в организации новых кафедр и отделений психологии в вузах Алма-Аты.
В 1985 был избран председателем Казахского республиканского отделения Общества психологов СССР и членом Центрального Совета Общества психологов СССР, где работал до распада СССР в 1991 г.
В 1987-88 гг. работал на факультете психологии МГУ над завершением докторской диссертации, параллельно сотрудничал с биофизиками и геофизиками России по проблемам организации биосферы. Защитил в МГУ докторскую диссертацию «Психологические механизмы генезиса функциональной структуры действия в условиях планомерного формирования» (1989).
В 1990—1993 гг. — был научным руководителем эксперимента по реформе системы воспитания заключенных в колониях Казахстана. Разработал концепцию перевоспитания осужденных, которая была утверждена постановлением Верховного Совета СССР от 02.07.1991 «О проведении эксперимента по применению новых форм исправления и адаптации осужденных» и одобрена решениями международной конференции «Реформа уголовно-исполнительной системы в Казахстане» (1993), с участием ученых США, Голландии, России, Казахстана.
В 1992—1993 гг. руководил экспертным советом по психологии ВАК Казахстана, организовал и возглавил первый в Казахстане совет по защите диссертаций по психологии (1993—1996).
В 1993-96 гг. — был членом комитета по присуждению Государственных премий Казахстана за достижения в области науки и искусства.
В 1994-96 г. по приглашению президента Казахстана Н. А. Назарбаева работал в Аппарате президента Казахстана в должности консультанта президента.
В 1995 избран действительным членом Академии социальных наук Республики Казахстан.
В 1993-96 гг. был экспертом фонда Сороса по образовательным программам.
С 1996 г. работает в Москве в Российской академии образования (РАО), вначале заведующим лабораторией политической психологии Института развития личности, а в 1998—2006 гг. — заведующим лабораторией психологических проблем воспитания Гос. НИИ семьи и воспитания.
С 1998 г. заведует кафедрой социальной и педагогической психологии Института психологии им. Л. С. Выготского Российского государственного гуманитарного университета (РГГУ).
В 2003—2007 гг. провел международные научные конференции «Психологические проблемы современной российской семьи» (2003 и 2005) и «Психологические проблемы современной семьи» (2007).
Член советов по защите докторских диссертаций по психологии: в РГГУ, в МГУ им. М. В. Ломоносова и в Московском государственном педагогическом университете (МПГУ).
Женат более 40 лет (супруга — театральный режиссёр), 3 детей (сын пошёл по стопам отца, дочери далеки от психологии), внуки…

## Научные идеи
В 1971-77 гг. исследовал психологические механизмы концентрации больших объёмов информации, необходимой для быстрой категоризации объектов и ситуаций, изучал структуру актов мгновенного понимания, а также типы учебной мотивации у детей. Раскрыл психологическую структуру мыслительных действий, обеспечивающих одномоментное понимание сложных объектов и ситуаций. Выяснил, что умственное действие разворачивается как многоуровневая пирамидальная структура петлевых процессов, а результат действия выступает исходным началом становления структуры действия, направляющим на себя систему анализируемой информации. На основе этих данных в 1978-86 гг. критически пересмотрел научные представления о системах как комплексах компонентов и сформулировал принципы организации функциональных систем — как процессуальных образований, концентрирующихся в направлении снятия социальных и природных напряжений .
В 1982-86 гг. исследовал природу функциональной направленности живых систем и разработал концепцию возникновения биосферы и жизни на Земле вследствие эволюции геохимических напряжений и градиентов, формирующихся ещё до появления организмов и задающих функциональную направленность всех живых систем .
В 80-90-х гг. исследовал логику развития политических событий и процессов в различных социальных системах, сформулировал концепцию гео-биосферной детерминации социальных процессов и конфликтов, а также теорию эволюции социальных систем по принципу их «таяния». На основе этих концепций сформулировал прогноз социальных конфликтов и напряжений в XXI вв..
В логике теории функциональных систем исследовал периодизацию возрастного развития личности и социально-историческую природу возрастных кризисов. Показал принципиальное сходство функций мотивации в организации психологических систем и гравитации в организации физических систем, что позволило применить ряд законов физики, для анализа волновой природы возрастных периодов и кризисов развития личности.
В 1994-96 гг., работая консультантом президента Казахстана, сформулировал программы по воспитанию интернационализма и толерантности, по преодолению межэтнических конфликтов, а также концепцию Казахстана как «евразийской оси стабильности».
В 1995—2003 гг. провел «Исследование психологических механизмов социальных напряжений и конфликтов, возникающих при превращении авторитарного общества в демократическое» (Фонд Макартуров, 1995—1997), исследование по теме: «Менеджмент в Казахстане: взгляд с точки зрения западной социологии» (Фонд INAS, 1999—2003).
В 1997—2006 гг. руководил в Российской академии образования исследованиями по темам: «Формирование политического самосознания личности в современных условиях»; «Психологическая структура российской семьи как основа воспитания личности»; «Психологические основания жизнедеятельности семьи как детерминирующей системы развития личности». Разработал концепцию развития политического самосознания личности, исследовал принципы формирования психологической структуры семьи в разных типах общества, роль структуры семьи в формировании личности ребёнка, исследовал психологическую специфику воспитания личности в разных типах этнических систем.
В 2004—2006 гг., сопоставляя формы деятельности и типы мировоззрения в различных этнических системах, разработал концепцию культурно-исторической периодизации типов субъектности, формирующихся на разных стадиях развития социальных систем

## Основные работы
1. О некоторых особенностях формирования зрительного опознания у старших дошкольников //«Вопросы теоретической и прикладной психологии». ЛГУ,1973
2. Условия возникновения мотива учебной деятельности у старших дошкольников. // «Проблемы периодизации развития психики в онтогенезе». М.,1976
3. Одномоментная (симультанная) категоризация, её формирование и психологический механизм // Самосознание, речь и мышление. Алма-Ата, 1980
4. Формирование быстрой мысли (психологические механизмы «непосредственного» понимания). Алма-Ата, 1982
5. Психика как функциональная система (Природа-жизнь-личность: принципы самоорганизации). Алма-Ата, 1986
6. How to think rapidly. New Daily, 1987
7. Методологические проблемы изучения механизмов сознания и роли национальной психологии в социальном развитии // «Становление сознания и психологические проблемы развития личности (национальное и интернациональное)». Алма-Ата, 1991
8. Биосферная детерминация в развитии психологии народов // «Национальные процессы в Казахстане: пути и способы их регулирования». Алма-Ата, 1992
9. Роль самоорганизации биосферы в возникновении и развитии жизни // «Современные проблемы изучения и сохранения биосферы». Том 1. С-Пб, 1992
10. Психологические следствия полиэтнического и моноэтнического развития. // «Национальное и интернациональное в воспитании». Алматы, 1994
11. Взаимоотношения европейского и азиатского менталитетов как отражение глобального «таяния» социальных структур. // «Восток-Запад: диалог культур». Часть 1. Доклады и выступления 2-го международного симпозиума. Алматы, 1996
12. Демократизация Востока: психологические проблемы // ж. «Развитие личности», № 1, 1997
13. Перестройки в России. Психология субъектности // Научные исследования Гос. НИИ Семьи и воспитания РАО, 1999
14. Гео-биосферная детерминация социальных процессов и конфликтов // Этология человека на пороге 21 века. М., 1999
15. Физика планет в периодизации Д. Б. Эльконина // Проблемы психологии развития. Материалы международной психологической конференции «Психическое развитие в онтогенезе: закономерности и возможные периодизации», М., 2000
16. Семья в геополитическом конфликте 21 века // «Семья в России», изд. ГосНИИ Семьи и воспитания. М., 2002, № 3
17. Социальные процессы как компоненты биосферы // «Стратегия жизни в условиях планетарного экологического кризиса» — СПб, РАН, 2003, т.3
18. Психология души. М., 2003
19. Функциональная психология. Формирование психологических систем. М., 2004
20. «Брахманы», «кшатрии», «вайшья», «шудру» — четыре психологических мифа в истории субъектности // «Журнал практического психолога». № 1, 2006
21. Предметность и субъектность детерминирующего мира в концепциях психологии // ж. «Методология и история психологии». Том 1. Выпуск 1. Январь-июнь 2006.
22. История психологии. Психология души. М., 2011